# Große Jungs – Forever Young
Große Jungs – Forever Young, Alternativtitel Große Jungs – Nicht jeder will erwachsen werden, ist eine französische Filmkomödie von Anthony Marciano aus dem Jahr 2013.

## Handlung
Die erfolgreiche Wirtschaftsexpertin Lola lernt auf einer Hochzeit den Hochzeitssänger Thomas Brenner kennen. Die beiden werden ein Paar, ziehen zusammen und entschließen sich schon nach kurzer Zeit, zu heiraten. Zu dem Zeitpunkt hat Thomas noch nicht einmal Lolas Eltern Gilbert und Suzanne kennengelernt. Bei einem ersten Treffen stellt er fest, dass sich Gilbert und Suzanne schon lange nichts mehr zu sagen haben. Gilbert hat seine Firma verkauft und verbringt seine Zeit seither teilnahmslos vor dem Fernseher. Suzanne wiederum steckt all ihre Energie und das Geld der Familie in humanitäre Projekte. Gilbert deutet vor Thomas an, dass er eine Trennung von seiner Frau in Erwägung zieht, und rät ihm, nie zu heiraten. Bei einem spontanen Ausflug in einen Supermarkt lernen sich Gilbert und sein zukünftiger Schwiegersohn besser kennen und entdecken große Parallelen: Beide haben denselben, etwas kindlichen Sinn für Humor, lieben Iggy Pop und sind Musiker bzw. waren es. Während Gilbert sein Schlagzeug schon lange im Abstellraum vergraben hat, will Thomas angesichts der bevorstehenden Hochzeit solide werden und die Musik für einen Schreibtischjob aufgeben.
Am nächsten Morgen zieht Gilbert für alle überraschend aus dem Familienhaus aus und in die ehemalige Studentenwohnung seiner Tochter, die nun frei geworden ist. Sein Schlagzeug nimmt er mit und widmet sich dem alternativen Leben. Thomas besucht ihn immer öfter und beide gehen auf Partys. Über seine neue Geliebte Irène lernt Gilbert den Musikproduzenten Carl kennen, der sich Thomas’ selbstgeschriebenen Titel Je t’aime anhört. Er ist an dem Lied interessiert, jedoch nicht an Thomas’ Interpretation. Vielmehr will sein Teeny-Star Mimi Zozo den Titel aufnehmen. Erst nach gutem Zureden von Gilbert stimmt Thomas zu, zumal die Plattenfirma auch Iggy Pop unter Vertrag hat; Gilbert verspricht ihm zudem, aufzupassen, dass das Lied nicht massiv verändert wird. Nach einem Streit mit Lola, die Thomas deutlich macht, dass er es mit seiner Musik nicht weit bringen wird, verbringt Thomas immer mehr Zeit mit Gilbert, was Lola denken lässt, dass er eine Affäre mit einer anderen Frau hat. Es kommt endgültig zum Bruch, als Lola herausfindet, dass Thomas und Gilbert in Sachen Musik an einem Strang ziehen. Während Lola und Suzanne sich entschließen, nach Liebhabern Ausschau zu halten, fliegen Gilbert und Thomas nach Marrakesch, wo die Videoaufnahmen für Mimi Zozos Je-t’aime-Version stattfinden sollen. Thomas ist entsetzt, als er die Popversion seines Folkliedes erstmals hört, zumal Gilbert von der Verunstaltung des Liedes wusste, ihm jedoch nichts gesagt hat. Beide Männer trennen sich im Streit. Zu Lola kann Thomas nicht zurück, weil sie in dem älteren Romain einen neuen Freund gefunden hat. Gilbert und Suzanne werden jedoch wieder ein Paar, da Suzannes Nachbar kein überzeugender Ersatz für Gilbert war.
Thomas verarbeitet seinen Kummer in neuen Liedern, die Gilbert heimlich Carl vorspielt. Iggy Pop, der zufällig anwesend ist, erweist sich als großer Fan von Thomas’ Liedern. Gilbert will Thomas wieder mit Lola zusammenbringen und bestellt sie zum elterlichen Haus. Er hat nicht vorhergesehen, dass Lola ihren neuen Freund mitbringen wird. Der wiederum entdeckt spontan seine Liebe zu Suzanne, was ihm einen Rauswurf aus dem elterlichen Haus einbringt. Lola will dennoch nichts von Thomas wissen, der nur etwas versöhnt wird, als er im Fernsehen einen Beitrag sieht, in dem Iggy Pop ankündigt, in ihm ein großes Talent entdeckt zu haben, mit dem er gerne zusammenarbeiten möchte. Bevor er sich mit Iggy Pop trifft, will sich Thomas jedoch mit Lola versöhnen, die als Rednerin zu einer wichtigen Nuklearkonferenz geladen ist. Er okkupiert das Dolmetschmikrofon und torpediert eine Hassrede eines Iraners mit einer witzigen Verdolmetschung, die Lola wieder mit ihm versöhnt. Wenig später geht schließlich auch Thomas’ großer Traum in Erfüllung: Er sitzt im Tonstudio mit Iggy Pop und nimmt seine erste eigene Platte auf.

## Produktion
Große Jungs – Forever Young war das Regiedebüt von Anthony Marciano, der auch am Drehbuch beteiligt war. Der Film wurde in Paris gedreht. Die Finalszene, in der Thomas auf der Konferenz als falscher Übersetzer auftritt, wurde im Pariser UNESCO-Gebäude gedreht. Die Kostüme schuf Karen Muller Serreau, die Filmbauten stammen von Marie Cheminal.
Der Film lief am 17. April 2013 in den französischen Kinos an, wo er von rund 1.607.000 Zuschauern gesehen wurde. In Deutschland war der Film erstmals am 3. Oktober 2013 auf dem Filmfest Hamburg zu sehen und kam schließlich am 3. Juli 2014 in die Kinos.

## Synchronisation
| Rolle          | Darsteller         | Synchronsprecher  |
| -------------- | ------------------ | ----------------- |
| Gilbert        | Alain Chabat       | Michael Lott      |
| Thomas Brenner | Max Boublil        | Tim Knauer        |
| Suzanne        | Sandrine Kiberlain | Katrin Zimmermann |
| Lola           | Mélanie Bernier    | Esra Vural        |
| Carl           | Arié Elmaleh       | Konrad Bösherz    |
| Irène          | Elisa Sednaoui     | Claudia Gáldy     |
| Romain         | Alban Lenoir       | Jaron Löwenberg   |
| Claude         | François Dunoyer   | Frank-Otto Schenk |
| Abdelkader     | Thomas Solivérès   | Christian Zeiger  |
| Opernsänger    | Kevin Chamotte     | Roland Wolf       |

## Kritik
„Der deprimierte Mittfünfziger und der frohgemute Frischverlobte gehen eine jener unwahrscheinlichen Verbindungen ein, die dem Kino mit ihren Turbulenzen frisches Leben einhauchen“, schrieb Die Welt. „Mit französischem Esprit bürstet Große Jungs – Forever Young einschlägige Vorlagen gegen den Strich“, befand epd Film, und nannte Große Jungs – Forever Young eine „überraschende Mischung aus Albernheit und Tiefsinn“.

## Auszeichnungen
Auf dem Filmfest Hamburg erhielt der Film den Publikumspreis.